# Davide Vitturini
Davide Vitturini (* 21. Februar 1997 in L’Aquila) ist ein italienischer Fußballspieler auf der Abwehrposition.

## Karriere

### Im Verein
Vitturini entstammt der Jugendabteilung von Delfino Pescara 1936. Im Sommer 2014 wurde er in den Profikader der Delfini übernommen und gehörte während der Spielzeit 2014/15 zur Mannschaft. Sein Debüt in der Serie B feierte Vitturini am 6. Dezember 2014 beim 4:0-Erfolg über den FC Pro Vercelli. Nachdem er im Laufe der Saison zu einem weiteren Einsatz gekommen war, wurde er 2015 an Teramo Calcio verliehen, bei der er in der Hinrunde der Spielzeit 2015/16 jedoch zu keinem Einsatz kam. Die Leihe wurde aufgelöst und Vitturini absolvierte in der Rückrunde 2015/16 elf Partien für Pescara. In den Play-offs setzte man sich gegen Novara Calcio sowie Trapani Calcio durch und stieg in die Serie A auf. Nach dem direkten Wiederabstieg wechselte Vitturini auf Leihbasis zunächst zum FC Carpi und dann zu Carrarese Calcio.

### In der Nationalmannschaft
Vitturini ist seit 2013 für Juniorenauswahlen Italiens aktiv. Mit der U-19-Nationalmannschaft nahm er an der U-19-EM 2016 teil und wurde Vizeeuropameister.

## Erfolge
- Aufstieg in die Serie A: 2015/16
- U-19-Vizeeuropameister: 2016